# 마분크롱

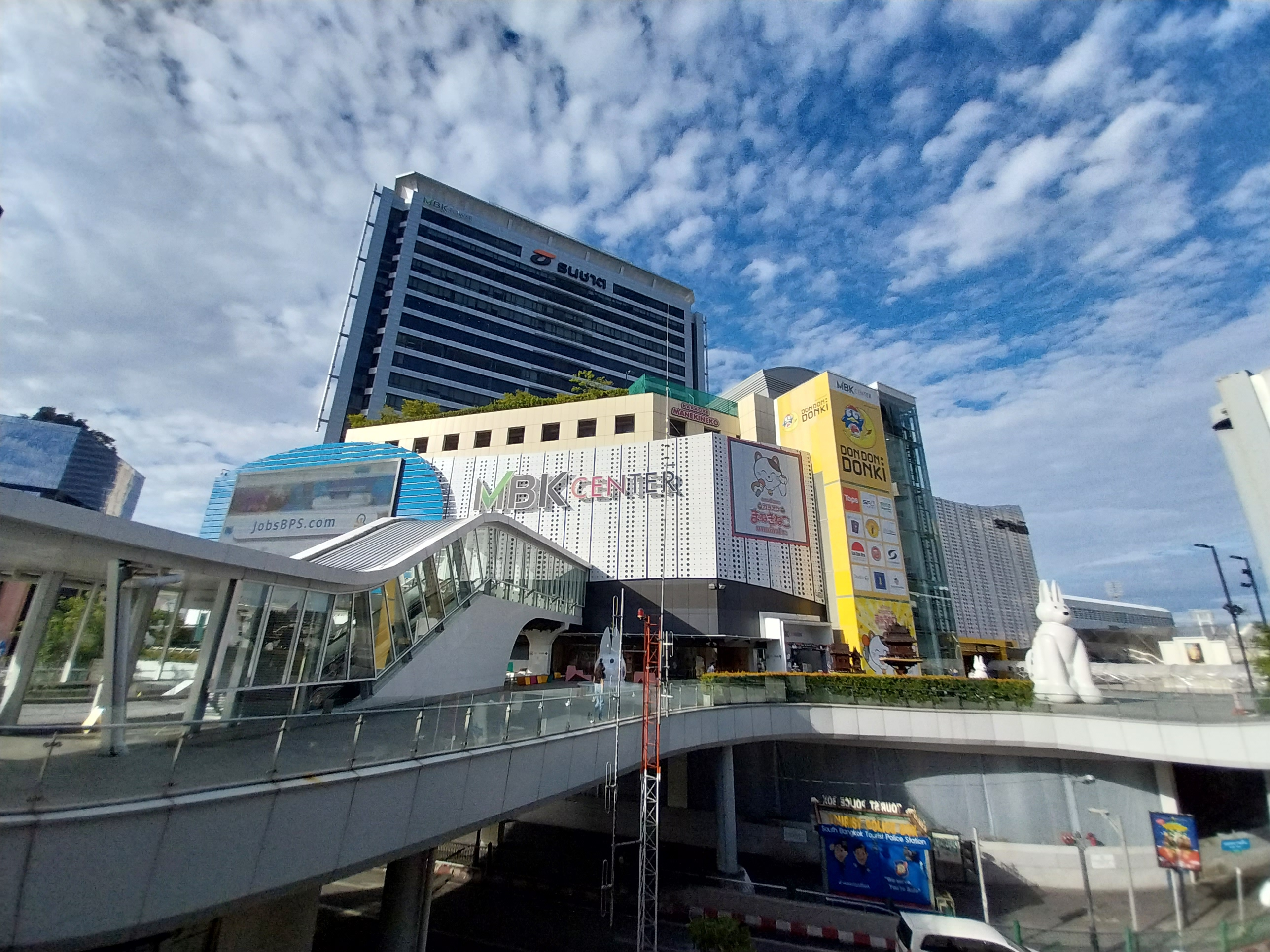
MBK Center in 2023

마분크롱(영어: MBK Center) 또는 MBK 센터는 태국 방콕 파툼완 지역의 쇼핑 센터이다. 7 7 7 February 1985년에 개업하였다. 개업 당시에는 아시아 최대의 쇼핑 센터이었다. 두시타니 그룹(Dusit Thani Group)이 운영한다. 매일 평균 약 10만 5천명이 방문한다.